# Braunův dům
Dům Matyáše Bernarda Brauna (jinak též Braunův dům, dříve zvaný i U dvou kamenných stolů, také U mramorového stolu a později Salmovský palác) se nachází v Praze na nároží Karlova náměstí a Řeznické ulice naproti věži Novoměstské radnice. Od roku 1964 je kulturní památkou.

## Popis
Palác je dvoupatrový nárožní objekt tvořený čtyřmi křídly a vnitřním dvorem. Vzhledem ke své stavební historii je směsicí gotického, renesančního, barokního, neoklasicistního i novodobého architektonického stylu. Gotické jsou sklepy a některé vnitřní části přízemí, renesanční přestavba je patrná v nádvorních křídlech a částečně i na vstupním portálu. Pozdně barokní úprava z konce 18. století zasáhla především hlavní budovu.
Hlavní uliční průčelí orientované do Karlova náměstí je klasicistní, devítiosé, členěné pilastry vysokého řádu. V přízemí je pásová rustika a výrazný, asymetricky v šesté ose umístěný portál s renesančními a barokními prvky. Korunní římsa přechází nad portálem do trojúhelného štítu.
Levé boční průčelí v Řeznické ulici má čtyřosou nárožní část kopírující podobu hlavního průčelí. Další osmiosá část, poněkud vystupující dopředu, má tuto podobu jen v přízemí, zatímco fasáda v patrech je jednodušší.
Dvůr je v 1. patře obklopen otevřenou pavlačí s ozdobným kovovým zábradlím, podpíranou volutovými konzolami. V některých přízemních místnostech čelního křídla jsou dochované trámové malované stropy.

## Historie

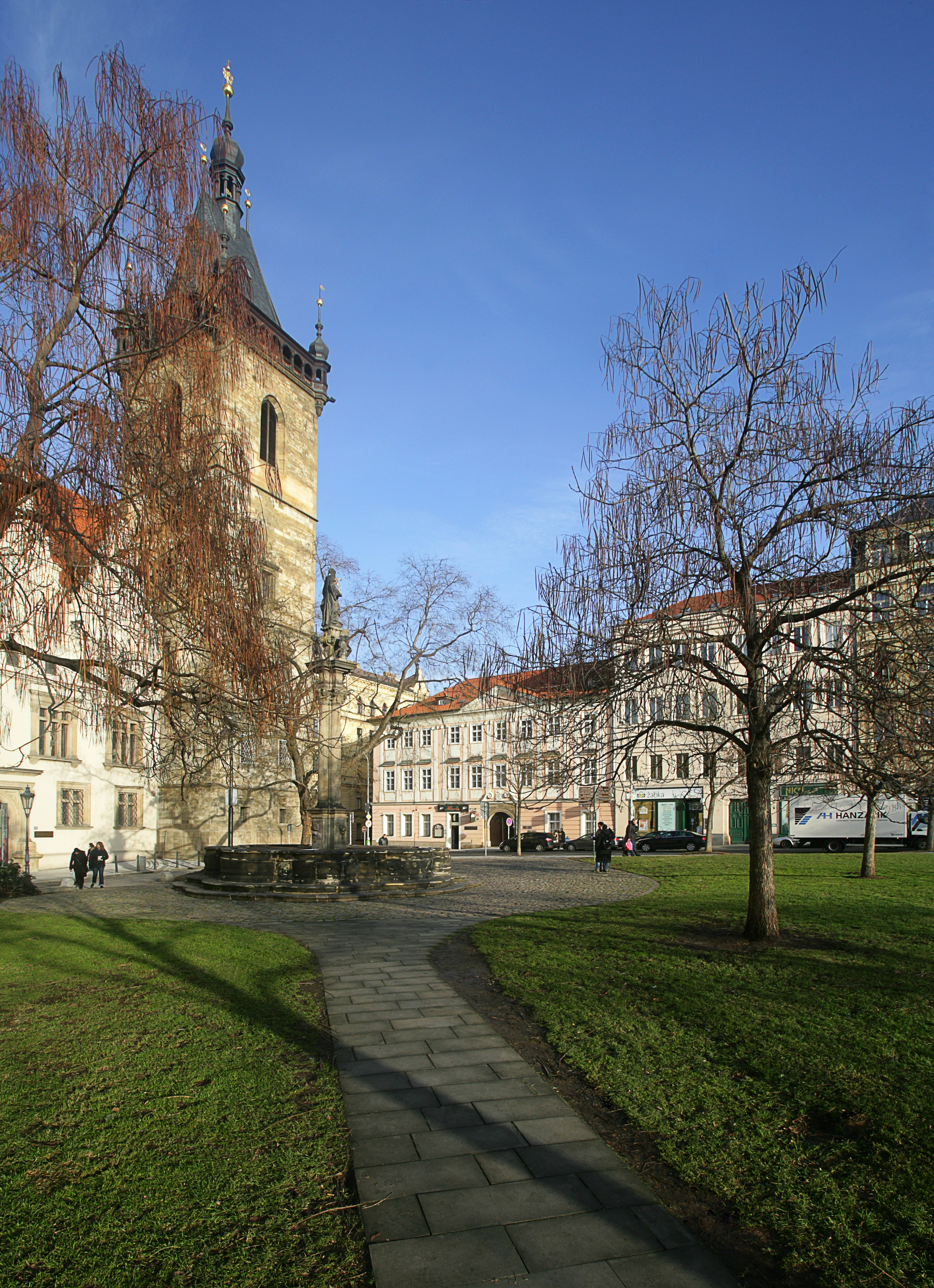
Braunův dům – umístění na Karlově náměstí

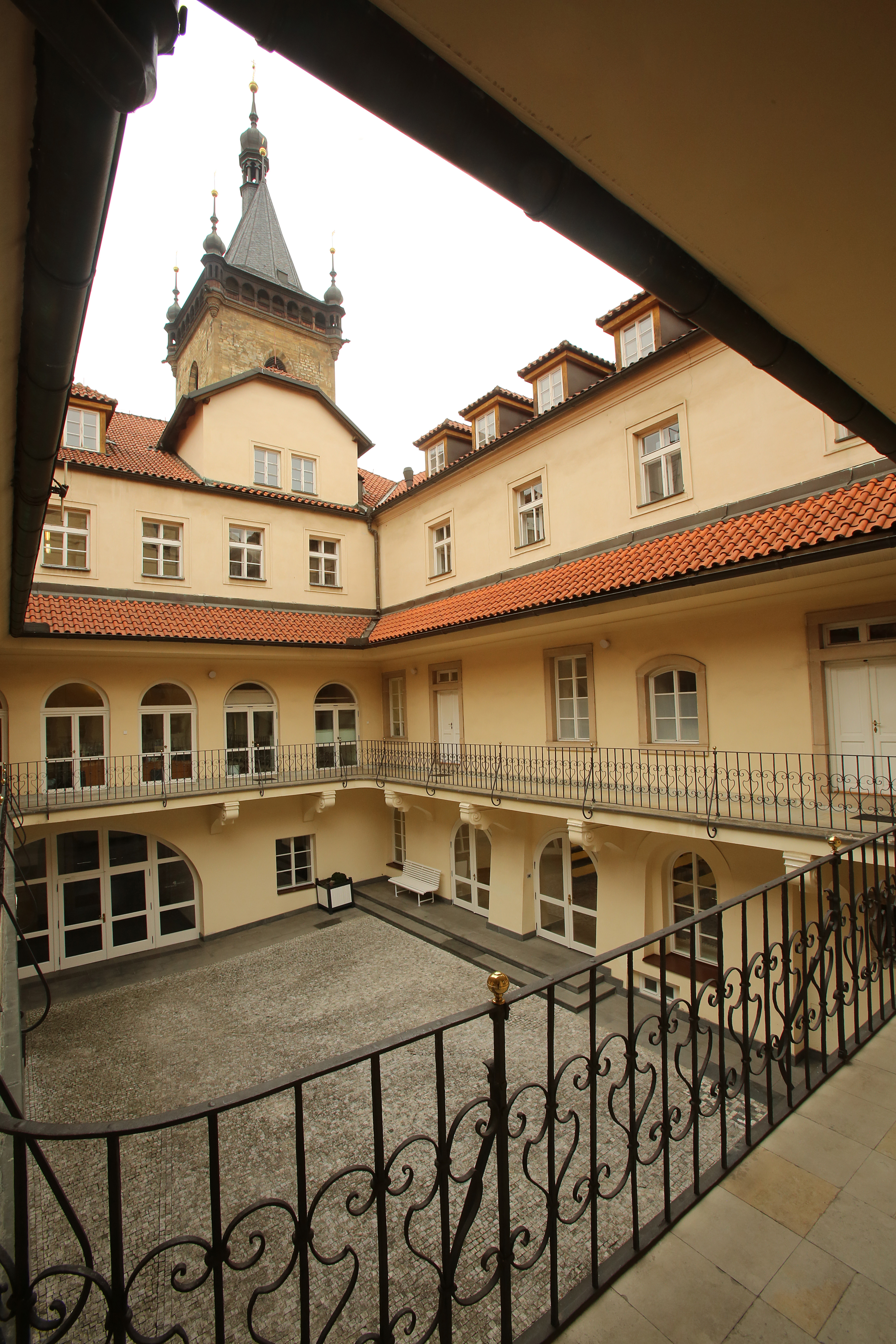
Braunův dům, atrium – pohled shora

Na místě dnešní stavby stály dříve pravděpodobně dva gotické domy (zástavba je zmiňovaná v roce 1377). Tyto domy či jejich části tvořily zřejmě součást opevnění Nového Města pražského. Později tu vznikl rozsáhlý renesanční objekt; vstupní portál je datován do roku 1585, stavba je připisována Oldřichu Aostalisovi.
V roce 1714 koupil dům za 2915 zlatých sochař Matyáš Bernard Braun. Žil a pracoval tu ve své dílně až do své smrti v roce 1738; v té době se domu říkalo U dvou kamenných stolů. Z iniciativy Braunovy dcery Marie se uskutečnila další významná přestavba domu, tentokrát pozdně barokní, jejímž autorem byl v 60. letech 18. století buď Antonín Schmidt, nebo Jan Josef Wirch. Tato přestavba se vyznačovala mj. atikou, na níž byla podle dobových vyobrazení umístěna řada soch.
Od roku 1786 měl v domě pronajaté místnosti ve druhém patře tehdy založený Ústav pro hluchoněmé. Působil tu až do roku 1831.
V roce 1796 po smrti Braunovy dcery Marie Kuchařové její syn František dům prodal za 9 tisíc zlatých do šlechtických rukou. Od té doby se mu říkalo i U mramorového stolu a patřil nejprve knížecí rodině Hohenlohe-Kirchberg, později rodině Salm-Reifferscheidů. Ti ho v roce 1820 nechali upravit klasicistně.
K další významné změně vlastnictví došlo v roce 1867, kdy dům získala sňatkem rodina hrabat Thun-Hohenstein, a ta ho vlastnila až do konce rakousko-uherského mocnářství. V letech 1918 až 1990 tu byly byty a obchody.
Poslední zcela zásadní rekonstrukce stavby proběhla v letech 1989–1991, kdy Fond národního majetku nechal mj. odstranit nevhodné zásahy z 2. poloviny 20. století (výkladní skříně v přízemí). Následně byl objekt privatizován, získal ho nejprve rakouský majitel a pak česká advokátní kancelář. Díky ní bylo zrušeno dřívější parkování ve dvoře, který je spolu s dvěma sály pronajímán pro semináře, konference a jiné společenské akce.